# BOUNTY DOG/月面のイブ
『BOUNTY DOG/月面のイブ』（バウンティ・ドッグ/げつめんのイブ）は、1994年に発売されたドラマCD・OVA。

## ストーリー
統合暦368年。「バイオ・マイクロチップ」の開発によって財を成したフロイト社総帥のG.W.フロイトは、私財を投じて極秘裏に諜報機関を組織した。それが、連邦諜報機関バウンティ・ドッグである。
バウンティ・ドッグに所属するヨシユキは、「プロジェクト・カグヤ」の任務遂行中に、最愛の女性ヤヨイを喪ってしまう。地球での任務を終了させたヨシユキは、メンバーのショーコとケイと共に、そのまま月に向かい「プロジェクト・カグヤ」を続行することになった。月面を実質的に支配する大企業コンスタン社が、国際条約を無視して行っている兵器開発の実態を調査するのが目的である。
月に到着したヨシユキたちは調査を開始するが、そこでヨシユキは死んだヤヨイに瓜二つの女性イネスに出会った。「あなたを待っていた」と語るイネスに興味を持ったヨシユキは、コンスタン社に追われていた彼女を助けようとするが、逃げ切れずに捕まってしまう。収容所の中で、イネスは自分の正体を語った。彼女は「真のイネス」のクローンであり、「ヤヨイはクローンが地球人との間に産んだ存在だ」と告げた。そして、「ヤヨイの遺伝子を組み込んで完全体となり、地球を滅ぼそうとしている」とも語った。ヨシユキは真のイネスから地球を守るため、月面の中心部へと向かう。

## 登場人物
ヨシユキ・オオトモ
声 - 檜山修之
バウンティ・ドッグのメンバー。1年前の任務遂行中にヤヨイと右腕を喪い、ヤヨイの脳回路を移植した義手を着けている。
ショーコ・ウヅキ
声 - 林原めぐみ
バウンティ・ドッグのチーフ。ヨシユキとケイの上司。勝手な行動ばかり取るヨシユキに手を焼いているが、メンバーとしては信頼している。
ケイ・ミムラ
声 - 緑川光
バウンティ・ドッグのメンバー。メカニック担当で、ヨシユキの義手を製作する。同性愛者であり、ヨシユキに惚れている。
イネス
声 - 椎名へきる
真のイネスのクローン。地球の監視のために造られたが、地球人と触れ合う内に使命に疑問を抱き真のイネスと反発するようになり、見捨てられる。ヨシユキを真のイネスの許に連れて来るが、他のクローンからヨシユキを守って死亡する。
ヤヨイ・オキナ
声 - 根谷美智子
イネスと地球人との間に生まれた女性。ヨシユキと恋人同士だったが、地球での「プロジェクト・カグヤ」の際に殺される。脳回路はヨシユキの義手に移植される。真のイネスのクローンに回路を奪われ取り込まれる。
真のイネス
声 - 根谷美智子
18万年以上前に生まれた存在。地球の監視のために、2000年毎にクローンを地球に派遣している。コンスタン社の軍事研究に利用され遺伝子が破壊されてしまい、オリジナルの遺伝子を持つヤヨイの脳回路を取り込み、地球を滅ぼそうとするが、ヨシユキに阻止される。
ジョーンズ
声 - 筈見純
フロイト社の現総帥。裏の顔は、バウンティ・ドッグの長官「サー・メメント・モリ」。
ドラマCD版のみの登場。
ジョシュア・T・ハミルトン
声 - 松本保典
ウヅキ生化学研究所の研究員。所長だったショーコの父の右腕的存在。5年前に研究所で起こった火事の際に未知のウイルスに感染し、植物人間となる。
ドラマCD版のみの登場。

## キャスト
- ヨシユキ・オオトモ - 檜山修之
- ショーコ・ウヅキ - 林原めぐみ
- ケイ・ミムラ - 緑川光
- イネス - 椎名へきる
- ヤヨイ・オキナ、真のイネス - 根谷美智子
- コンスタン社支社長 - 大滝進矢
- コンスタン社研究所所長 - 塩屋浩三
- コンスタン社広報部長 - 鈴木勝美
- MP司令、ガイド - 宇垣秀成
- 客A、ウェイター - 岡野浩介
- 客B、コンスタン社社員 - 川津泰彦
- 老婆 - 武政弘子
- 老爺 - 小林俊夫
- スチュワーデス - 篠原あけみ
- アナウンサー、MP - 中博史

## スタッフ
- 原作 - ゼロGルーム
- 監督 - 根岸弘
- 脚本 - 関島眞頼
- キャラクターデザイン、作画監督 - 佐野浩敏
- メカニックデザイン、美術設定 - 竹内敦志
- メカニックデザイン協力 - 士郎正宗
- 演出 - 松尾慎
- 美術 - 工藤ただし
- 撮影 - 高橋明彦
- 効果 - 須藤輝義
- 特殊効果 - 阿部郷
- 色彩設定 - 佐々木雅人
- 色指定 - 海峰重信
- 音響 - 渡辺淳
- 音楽 - 五島翔
- 主題歌 - KASUMI「夜をぶっとばせ」
- 制作 - アニメイトフィルム
- 制作協力 - J.C.スタッフ
- 製作 - キングレコード、東宝、ムービック